# Кублановская, Вера Николаевна
Ве́ра Никола́евна Кублано́вская (урождённая Тотубалина; 21 ноября 1920, село Крохино близ Белозерска, Череповецкая губерния, РСФСР — 21 февраля 2012, Санкт-Петербург, РФ) — российский математик, ведущий научный сотрудник Санкт-Петербургского отделения математического института им. В. А. Стеклова РАН, доктор физико-математических наук, профессор, почётный доктор университета Умео (Швеция).

## Биография
Родилась в крестьянской семье. В 1939 году она поступила в Ленинградский педагогический институт им. Герцена, но с наступлением войны её обучение было прервано. После войны, по рекомендации и при поддержке Д. К. Фаддеева и Г. М. Фихтенгольца, она перевелась на математико-механический факультет Ленинградского государственного университета, который окончила в 1948 году.  Затем поступила на работу в Ленинградском отделении Математического института им. В. А. Стеклова АН СССР. Работала под руководством Л. В. Канторовича, автор воспоминаний о нём.
В 1955 году В. Н. Кублановская защитила кандидатскую диссертацию по теме «Применение аналитического продолжения в численных методах анализа». В 1972 году ею была защищена докторская диссертация по теме «Применение ортогональных преобразований для решения задач алгебры».

## Научная работа
В. Н. Кублановской в 1961 году был предложен QR-алгоритм нахождения всех собственных значений и векторов матриц. Алгоритм был независимо найден Джоном Френсисом в том же году. QR-алгоритм был назван одним из 10 самых важных алгоритмов XX века. В русскоязычной литературе данный метод также называется «методом односторонних вращений». Полученные ею результаты являются этапными в области вычислительной линейной алгебры и высоко оценены мировым сообществом.
В. Н. Кублановская опубликовала более 150 научных статей, в том числе, монографию «Численные методы решения параметрических задач алгебры. Часть 1. Однопараметрические задачи» (2004). Она один из редакторов «Записок научных семинаров ЛОМИ».
Высшие научные достижения Веры Николаевны Кублановской :
1. Разработка и обоснование QR-алгоритма для решения полной проблемы собственных значений для произвольной матрицы.
2. Метод построения канонической формы Жордана матрицы.
3. Методы решения систем линейных алгебраических уравнений с плохо обусловленными и прямоугольными матрицами.
4. Методы решения обобщенной проблемы собственных значений.
5. Методы решения нелинейных спектральных задач, обратных задач на собственные значения и других задач алгебры.
6. Методы решения спектральных задач для полиномиальных матриц.
7. Методы решения многопараметрических задач алгебры.

В 1985 г. В. Н. Кублановской присуждено звание почётного доктора университета г. Умео (Швеция).
Главной сферой её научных интересов оставалась разработка методов решения полиномиальных, рациональных и многопараметрических задач алгебры. Результаты, полученные Кублановской в этой области, а также предложенные ею постановки задач и подходы к их решению, являются новаторскими и не имеют аналогов в мире.

## Педагогическая деятельность
В течение многих лет преподавала на кафедре прикладной и вычислительной математики Ленинградского кораблестроительного института (ныне Санкт-Петербургский государственный морской технический университет). Результатом преподавательской деятельности и подготовке высококвалифицированных научных кадров явилось то, что 6 её учеников защитили кандидатские диссертации, двое из них впоследствии получили докторские степени. На стажировку к Кублановской приезжали и зарубежные учёные.